# Angela Richter (Slawistin)

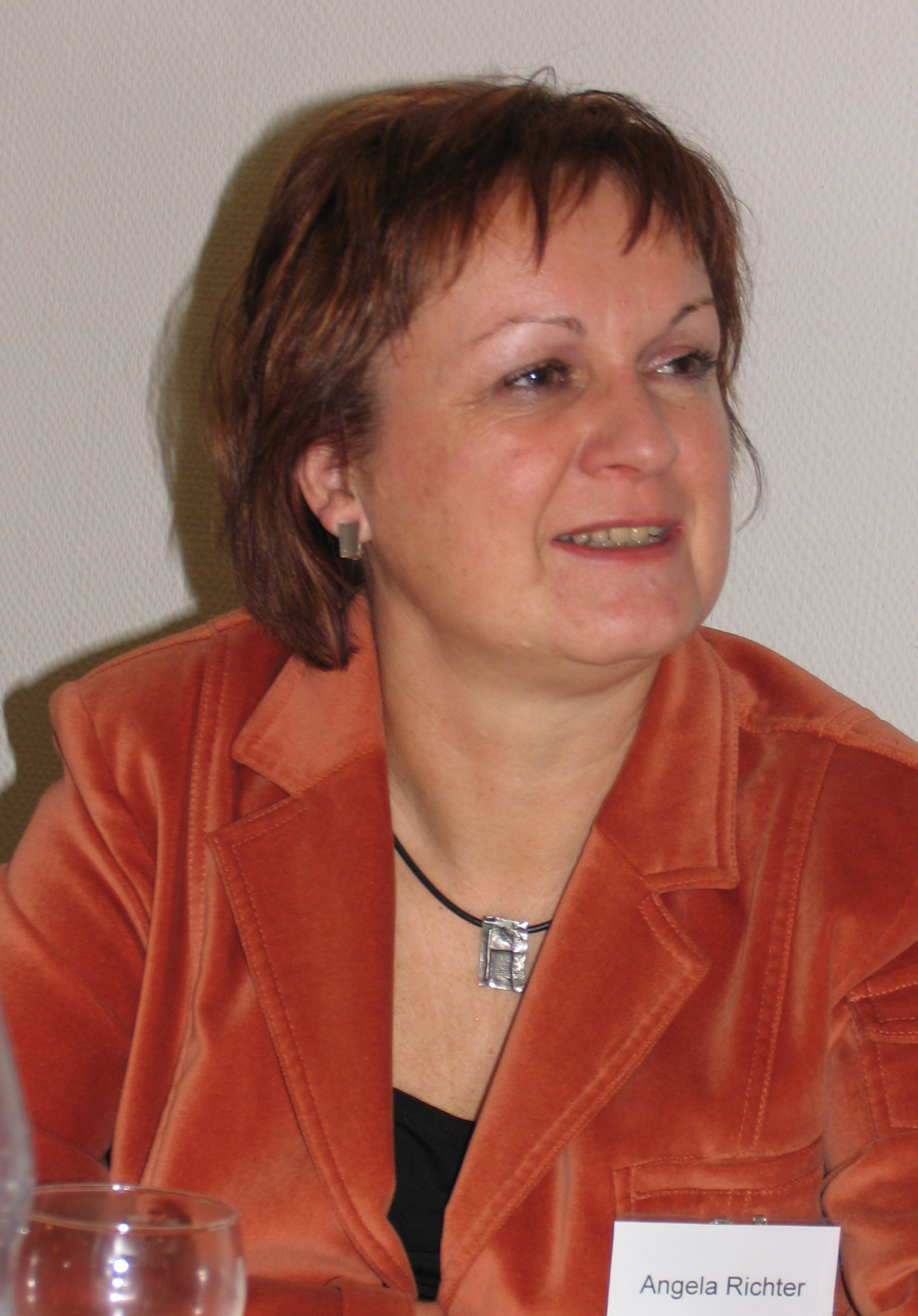
Angela Richter, 2005

Angela Richter (* 9. März 1952 in Dresden) ist eine deutsche Slawistin, Literaturwissenschaftlerin und Übersetzerin.

## Leben
Nach einer Lehre mit Abitur als Verkehrskauffrau absolvierte Angela Richter von 1971 bis 1975 ein Diplom-Sprachmittler-Studium (Serbokroatisch, Russisch) an der Humboldt-Universität zu Berlin, an das sich ein literaturwissenschaftliches Aufbaustudium (Belgrad, Berlin) anschloss. Von 1978 bis 1994 war sie als wissenschaftliche Assistentin und Oberassistentin am Institut für Slavistik der Humboldt-Universität tätig, wobei sie vorwiegend auf dem Gebiet der Serbokroatistik (Literatur- und Kulturgeschichte, Sprachwissenschaft) und der Theorie und Praxis des Übersetzens wirkte. Sie promovierte mit einer Arbeit über die serbische soziale Literatur der Zwischenkriegszeit (1980) und habilitierte sich im Jahr 1991 zum Dr. sc. mit der Monografie „Serbische Prosa nach 1945. Entwicklungstendenzen und Romanstrukturen“. 
Im Oktober 1994 wurde sie zur Professorin für Südslawistik (Schwerpunkt Literaturwissenschaft) an der Martin-Luther-Universität Halle-Wittenberg berufen. Angela Richter hat als Gast an verschiedenen Universitäten des In- und Auslandes gelehrt, beispielsweise hatte sie im Jahr 1999 eine Gastprofessur an der Universität Sarajevo inne. Sie ist Mitherausgeberin der Schriftenreihe SLAVICA VARIA HALENSIA (seit 1997) und gehört dem Beirat mehrerer Fachzeitschriften an. Neben ihrer wissenschaftlichen Tätigkeit wirkt sie als Übersetzerin aus dem Serbischen, Bosnischen und weiteren südslawischen Sprachen. Im Jahr 2016 wurde sie zum Mitglied der Gelehrtengesellschaft Leibniz-Sozietät der Wissenschaften zu Berlin gewählt. Anlässlich ihres 65. Geburtstages und der Verabschiedung aus dem Hochschuldienst wurde Angela Richter im Frühjahr 2017 mit der Festschrift „(Südost-)Europa. Narrative der Bewegtheit“ geehrt.

## Veröffentlichungen (Auswahl)
- Serbische Prosa nach 1945. Entwicklungstendenzen und Romanstrukturen, München 1991, ISBN 3-87690-490-0
- Hrsg.: In memoriam Dmitrij Tschižewskij (1894-1977). Beiträge des Festkolloquiums am 30.04.1997, Halle 1997
- Hrsg. mit Ekaterina G. Muščenko: Das XX. Jahrhundert: Slavische Literaturen im Dialog mit dem Mythos, Hamburg 1999, ISBN 3-86064-734-2
- Hrsg.: Entgrenzte Repräsentationen// gebrochene Realitäten; Danilo Kiš im Spannungsfeld von Ethik, Literatur und Politik, München 2001, ISBN 3-87690-783-7
- Dmitrij I. Tschižewskij und seine hallesche Privatbibliothek: bibliographische Materialien, hgg. v. Angela Richter, eingeführt von André Augustin, bearbeitet v. A. Augustin u. A. Richter, Münster 2003, ISBN 3-8258-6761-7
- Hrsg. mit Renate Hansen-Kokoruš: Mundus narratus. Festschrift für Dagmar Burkhart zum 65. Geburtstag, Frankfurt am Main 2004, ISBN 3-631-52335-1
- Hrsg. mit Barbara Beyer: Geschichte (ge-)brauchen. Literatur und Geschichtskultur im Staatssozialismus: Jugoslavien und Bulgarien, Berlin 2006, ISBN 3-86596-042-1
- Hrsg. mit Brigitte Klosterberg: D. I. Tschižewskij. Impulse eines Philologen und Philosophen für eine komparative Geistesgeschichte, Münster 2009, ISBN 978-3-8258-0845-7
- Hrsg. mit Tatjana Petzer: „Isochimenen“. Kultur und Raum im Werk von Isidora Sekulić, München-Berlin-Washington, D.C. 2012, ISBN 978-3-86688-267-6
- Hrsg. mit Dorothee Röseberg u. Sabine Volk-Birke: Der Erste Weltkrieg - La Grande Guerre - The Great War - Veliki rat. Erinnerungen zwischen Vergangenheit und Gegenwart, Berlin 2016, ISBN 978-3-8325-4387-7